# ReFined-Songs Collection〜NANNO 25th Anniversary
『ReFined-Songs Collection〜NANNO 25th Anniversary』（リファインド ソングス コレクション ナンノ トウェンティーフィフス アニバーサリー）は、南野陽子のベスト・アルバム。2011年2月9日発売。発売元はソニー・ミュージックダイレクト。規格品番はMHCL-20122。

## 解説
「時代に流されることなく、音にこだわり、より聞き易く、歌やサウンドを再検討、再構築したニューエディション」というコンセプトで企画されたベスト・アルバムである。過去の南野陽子歌唱楽曲の中から選曲されたほか、サウンド以外でも本アルバムや2010年盤（後述）に曲名・歌詞・ボーカルを含めてリニューアルされた楽曲も収録された。
収録曲のうち「桜詩集」はスタジオ・アルバム『SNOWFLAKES』（1988年12月14日発売：32DH-5173）に収録された「氷のダイアモンド」を基にしたもので、もともと数年前から構想があったと南野陽子本人によるライナーノーツで記されている。作詞は同じ康珍化による。「私の中のヴァージニア」はリアレンジに際して改めてレコーディングされた。「最終オーダー」はデビュー20周年記念CD-BOX『NANNO BOX』（2005年6月22日発売：MHCL-561/573）に当時新曲として収録されたものである。
CD規格は「高品質CD」とされるBlu-specCD仕様である。歌詞ブックレットには巻頭に南野陽子のコメントと歌詞記載ページに楽曲ごとのライナーノーツ、巻末に制作後記として吉田 kaku 格の手記が掲載された。また、ソニーレコード管轄のSony Music Shop（ECサイト）では発売当時、先着でアナザージャケットが付与される特典があった。
ナンノ・アニバーサリー25th
2010年11月12日には前述のECサイトなどでの通販商品として、『ナンノ・アニバーサリー25th』（DQCL-1725）が発売された。「カリブへ行きたい」は2010年盤にのみ収録されている。

## 収録曲
- 作詞者、作曲者の記載がない楽曲はリンク先を参照のこと。
- 全楽曲のアレンジメントは萩田光雄[3]

2011年盤
1. 雪の花片（ゆきのはな、3分57秒）[4]
2. 桜詩集（4分26秒）
  - 作詞: 康珍化、作曲: 上田知華、編曲: 萩田光雄、コーラス・アレンジ: 広谷順子
3. 話しかけたかった（4分34秒）
4. 昼休みの憂鬱（4分15秒）
5. ひとつ前の赤い糸（4分20秒）
6. 楽園のDoor（4分45秒）
7. 鏡の中のエトランゼ（5分3秒）
8. 私の中のヴァージニア（5分4秒）
9. 秋からも、そばにいて（4分34秒）
10. 吐息でネット（4分34秒）
11. 秋のIndication（4分6秒）
12. メリー・クリスマス（4分20秒）
13. 日曜日のクラスメート（4分15秒）
14. はいからさんが通る（4分40秒）
15. 雨のむこうがわ（4分45秒）
  - 作詞: 浅岡智子、作曲: 木戸泰弘、編曲: 萩田光雄
16. 最終オーダー（ラストオーダー、4分19秒）
  - 作詞: 南野陽子、作曲・編曲: 萩田光雄
17. 月夜のくしゃみ（4分20秒）

2010年盤
1. 日曜日のクラスメート
2. 秋のIndication
3. 桜詩集
4. 楽園のDoor
5. 話しかけたかった
6. メリー・クリスマス
7. 秋からも、そばにいて
8. 雨のむこうがわ
9. はいからさんが通る
10. 吐息でネット
11. カリブへ行きたい[5]
12. 月夜のくしゃみ